# Lulworth-formatie
De Lulworthformatie is een geologische formatie in Engeland. Ze dateert van het Laat-Tithonien tot het Midden-Berriasien. Ze is een subeenheid van de Purbeck Group. In Dorset bestaat het uit drie afzettingen, die in oplopende volgorde staan, de Mupe-afzetting, de Ridgway-afzetting en de Warbarrow Tout-afzetting. De Mupe-afzetting is typisch elf tot zestien meter dik en bestaat grotendeels uit mergel en micrieten met tussenlagen van kalkhoudende moddersteen. De Ridgeway-afzetting is ongeveer drie tot zeven meter dik en bestaat in het westelijke deel uit koolstofhoudende modder, mergel en micrieten, in het oosten zijn de moddergesteenten vervangen door micritische kalksteen. De Warbarrow Tout-afzetting is zeventien tot negenendertig meter dik en bestaat uit kalksteen aan de basis en micriet en mudstone voor de rest van de reeks. Deze afzetting is de primaire bron van de gewervelde fossielen in de formatie. Elders is de eenheid ongedifferentieerd.